# وورتون (بازیکن فوتبال، زاده ۱۹۸۷)
وورتون پریرا دا سیلوا (پرتغالی: Weverton Pereira da Silva؛ زادهٔ ۱۳ دسامبر ۱۹۸۷) بازیکن فوتبال اهل برزیل است که هم‌اکنون در پست دروازه‌بان در باشگاه پالمیراس بازی می‌کند. این بازیکن در المپیک ۲۰۱۶ همراه تیم ملی المپیک برزیل به قهرمانی این مسابقات دست یافت.